# Glossosoma sadoense
Glossosoma sadoense là một loài Trichoptera trong họ Glossosomatidae. Chúng phân bố ở miền Cổ bắc.